# جنيفر كيرك
جنيفر كيرك (بالإنجليزية: Jennifer Kirk)‏ هي متزلجة فنية أمريكية، ولدت في 15 أغسطس 1984 في نيوتن في الولايات المتحدة.

## وصلات خارجية
- جنيفر كيرك على موقع الاتحاد الدولي للتزلج (الإنجليزية)